# Kanton Antibes-Centre
Kanton Antibes-Centre (fr. Canton d'Antibes-Centre) je francouzský kanton v departementu Alpes-Maritimes v regionu Provence-Alpes-Côte d'Azur. Tvoří ho pouze střed města Antibes.